# Cirrhochrista diploschalis
Cirrhochrista diploschalis là một loài bướm đêm trong họ Crambidae.